# داود محمد (سلطان)
السلطان داود بن محمد (بالصومالية: Suldaan Daa'uud Suldaan Maxamed) هو السلطان الأعظم التاسع والحالي لسلطنة الإسحاق. توج في 13 فبراير 2021 في هرجيسا عاصمة أرض الصومال، بعد يوم واحد من وفاة والده السلطان محمد عبد القادر، في حفل أقيم بجانب قبر والده وفقًا لتقاليد الإسحاق.